# کی‌سی-۱۰۰ نارون
کی‌سی-۱۰۰ نارون (به انگلیسی: KAI_KC-100_Naraon) یک هواگرد ملخ‌پیشین تک‌موتوره از نوع هواگرد سبک ساخت شرکت Korea Aerospace Industries است. هواگرد کی‌سی-۱۰۰ نارون نخستین پروازش را در ۲۰ ژوئیه ۲۰۱۱ میلادی انجام داد. این هواگرد در سال ۲۰۱۱ میلادی رسماً معرفی گردید.